# Toro (Zamora)
Pour les articles homonymes, voir Toro.
Toro est une commune au nord de la communauté autonome de Castille-et-León en Espagne. Elle appartient à la province de Zamora.

## Monuments
- Collégiale de Santa María la Majeure, du XIIe siècle.
- Portail de la Majesté, un des portails de cette collégiale
- Église de San Salvador
- Église de San Lorenzo
- Église de Santa María de la Vega (es)  d'origine mudéjar
- Église du Santo Sepulcro (es)  /
- restes de l'église de San Pedro del Olmo
- Monastère del Santi-Spiritus
- Pont du XVe siècle
- Restes de muraille

## Jumelages
Toro est jumelée avec
- Condom (France)
- Dormagen (Allemagne)

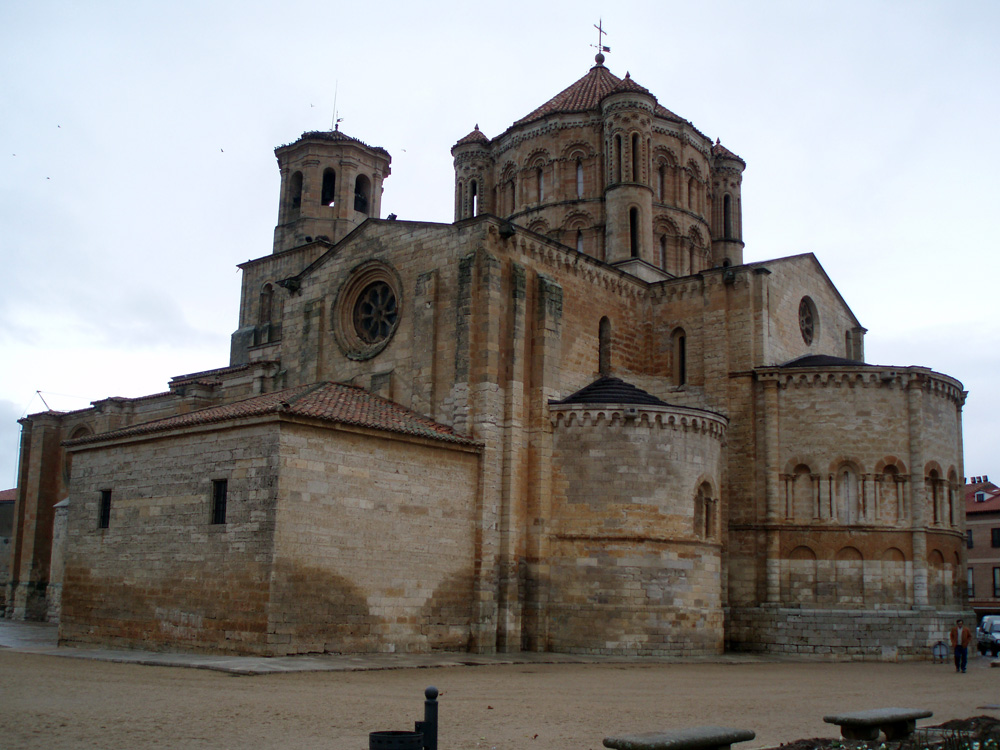
Collégiale photographiée depuis une place voisine
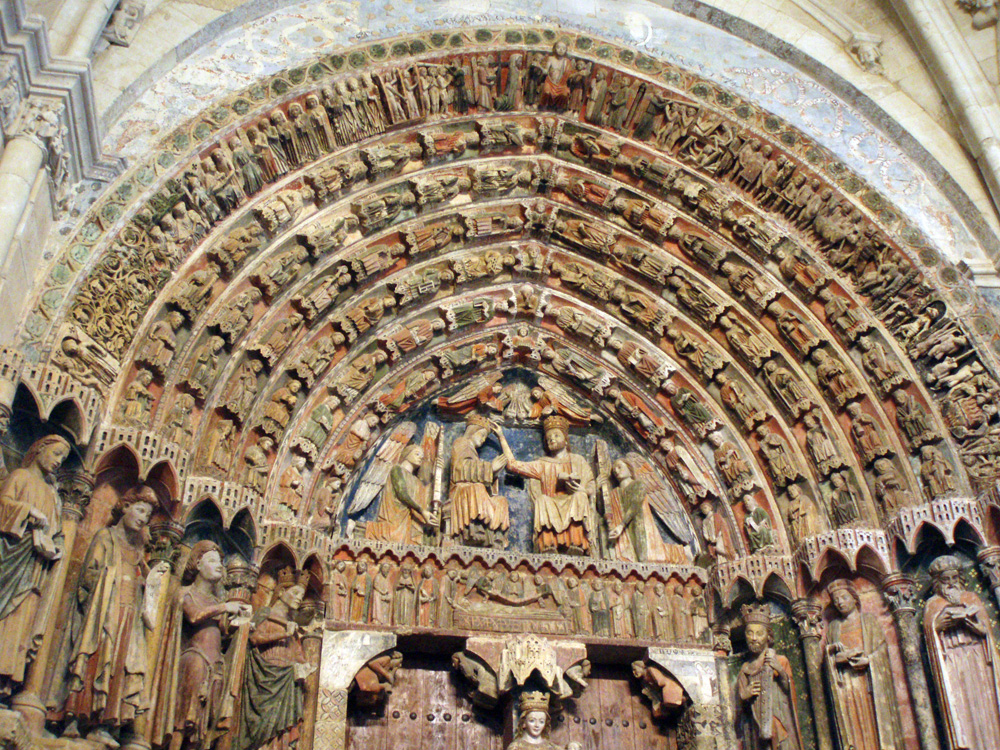
Portail de la Majesté

## Personnalités liées à la commune
- Delhy Tejero (1904-1968), peintre espagnole liée au mouvement des Las Sinsombrero et du surréalisme, est née à Toro.